# Rosana Chouteau
Rosana Chouteau war die erste Frau, die 1875 zum zweiten Chief der Osage Beaver Gruppe der Osage gewählt wurde. Sie war in dieser Position die Nachfolgerin ihres Onkels. Dies war eine ungewöhnliche Wahl in einer patriarchalischen Gesellschaft.
Über ihre Wahl sagte Chouteau:

“The band was councelling to elect a chief in my uncle's place. I sat among the women; did not think they were voting for me. They called me out to the camp. I went there and sat down. They had four sticks representing three men and myself to be voted for. They called me in, gave me my stick and threw the others away, and gave me my uncle's place; they said they preferred me. I cried and told them I hoped they would take pity on me, and pick out one. They talked it over and said we have done made you, it is finished. I have been second chief since that time. This was about one year ago. James Bigheart was one of the candidates.”

„Die Gruppe war dabei, an der Stelle meines Onkels einen neuen Chief zu wählen. Ich saß unter den Frauen; glaubte nicht, dass sie für mich stimmen würden. Sie riefen mich ins Lager. Ich ging dorthin und setzte mich. Sie hatten vier Stöcke, die drei Männer und mich repräsentierten. Sie riefen mich herbei, gaben mir meinen Stock und warfen die anderen weg und gaben mir den Platz meines Onkels. Sie sagten, sie hätten mich bevorzugt. Ich weinte und sagte ihnen, ich hoffe, sie würden Mitleid mit mir haben und wählen einen anderen aus. Sie haben darüber gesprochen und gesagt, wir haben dich gewählt, es ist vollbracht. Ich bin seitdem zweiter Chief. Das war vor ungefähr einem Jahr. James Bigheart war einer der Kandidaten.“

Auch wenn Rosana Chouteau zunächst das Amt nicht antreten wollte, für das sie gewählt worden war, empfand sie auch ein wenig Stolz über diese Wahl, den sie ausdrückte mit ihrer Anmerkung: „I am the first one and I expect to be the last one. I think my band obey me better than they would a man.“ (dt.|Ich bin die erste und ich erwarte die letzte zu sein. Ich denke meine Gruppe gehorcht mir besser, als sie einem Mann gehorchen würde.) Bei den Versammlungen der Stammesregierung nahm sie mitten unter den anderen Chiefs teil. Sie ermutigte die anderen an den Regierungsprogrammen teilzunehmen, um so einen Weg für die Osage zu finden, in der Welt der Weißen zu überleben.
Von der Wahl berichtete auch der Indianeragent Isaac T. Gibson dem Beauftragten für indianische Angelegenheiten, als er von einem Treffen mit „Mother Chouteau“ berichtete, die zum zweiten Chief der Osage Beaver Gruppe gewählt worden war und die einzige Osage-Frau war, die jemals in diese privilegierte Stellung gewählt worden war.
Judy Chicago widmete Rosana Chouteau eine Inschrift auf den dreieckigen Bodenfliesen des Heritage Floor ihrer 1974 bis 1979 entstandenen Installation The Dinner Party. Die mit dem Namen Rosa Chouteau beschrifteten Porzellanfliesen sind dem Platz mit dem Gedeck für Sacajawea zugeordnet.